# بنیاد مطالعات ایران
بنیاد مطالعات ایران یک مؤسسه غیرانتفاعی در مریلند (آمریکا) است که فعالیت‌های آن به پژوهش و شناساندن تاریخ، فرهنگ، جامعه، سیاست و اقتصاد ایران اختصاص دارد. اشرف پهلوی، امکانات اولیه ایجاد این مؤسسه و تحقق اهداف آن را در سال ۱۹۸۲ فراهم کرد. مدیر بنیاد مهناز افخمی است. این بنیاد در سال‌های آغازین در خیابان ماساچوست در واشینگتن فعال بود و سپس به شهر بتزدا در ایالت مریلند نقل مکان کرد. 
فصلنامه «ایران‌نامه» از جمله انتشارات این بنیاد است.

## پروژه تاریخ شفاهی ایران
بنیاد مطالعات ایران بانی پروژه تاریخ شفاهی ایران به مدیریت غلامرضا افخمی است. در این پروژه با صدها تن از شخصیت‌های سیاسی، فرهنگی، اجتماعی، اقتصادی و ... گفتگو شده تا از نابودی اطلاعات مربوط به فعالیت‌هایشان برای پژوهش‌های تاریخی جلوگیری شود. فایل‌های صوتی گفتگوها در تارنمای بنیاد در دسترس عموم قرار گرفته است. بخشی از این گفتگوها به صورت کتاب توسط بنیاد به چاپ رسیده‌اند.

## سخنرانی‌های سالانه «نوروز» در دانشگاه جورج واشنگتن
بنیاد مطالعات ایران از سال ۱۹۹۲ سالانه سخنرانی‌هایی با عنوان «نوروز» را در رابطه با تاریخ و فرهنگ ایران در دانشگاه جورج واشینگتن سازماندهی می‌کند. پیر بریانت، جهانگیر آموزگار، سید حسین نصر، پیتر چلکوفسکی، احسان یارشاطر و ... از جمله سخنرانان این مجموعه بوده‌اند.
بنیاد همچنین در زمینه برپایی همایش، نمایشگاه‌های هنری، فیلم، کنسرت‌های موسیقی ایرانی و ... به شکل مستقل و با همکاری نهادهای دانشگاهی و فرهنگی در آمریکا فعالیت داشته است. از جمله نمایشگاه «هنر معاصر ایران» (موزه آسیا پسیفیک، کالیفرنیا، ۱۹۸۳)، نمایشگاه چهار زن (با انجمن پژوهش‌های خاورمیانه و انجمن ایران پژوهی، بالتیمور، ۱۹۸۷)، نمایشگاه جشن فرهنگ و هنر ایران (گالری آرتور سکلر، واشینگتن، ۱۹۸۹). 

## جایزه برای پژوهش‌های ایران‌شناسی
بنیاد مطالعات ایران از سال ۱۹۸۴ تا ۲۰۲۰ سالانه به یکی از پایان‌نامه‌های دکترا در زمینه ایران‌شناسی جایزه اهدا کرد. فهرست این پایان‌نامه‌ها در تارنمای بنیاد آمده است. از جمله این پایان‌نامه‌ها می‌توان به به «نی ایرانی» از آذین موحد اشاره کرد.

## انتشارات بنیاد مطالعات ایران
- به پارسی:
- رضاشاه از تولد تا سلطنت. تالیف: رضا نیازمند. ۱۳۷۲/۱۹۹۳
- خاطرات عبدالرضا انصاری (پیشگفتار از جمشید آموزگار). با همکاری انتشارات آیبکس (Ibex)، ۱۳۷۳/۱۹۹۴
- یادداشت های فواد روحانی: نخستین دبیر کل اوپک و ناگفته‌هایی درباره سیاست نفتی ایران در دهه پس از ملی شدن نفت. ویراستاران: غلامرضا تاجبخش و فرخ نجم آبادی. ۱۳۹۲/۲۰۱۳.
- دانشنامه کوچک ایران. تالیف: ژاله متحدین، ویراستار: محمد جعفر محجوب. ۱۳۷۷/۱۹۹۸.
- صنعت گاز ایران از آغاز تا انقلاب. گفتگو با محسن شیرازی، با پیشگفتاری از فرخ نجم آبادی. ۱۳۷۸/۱۹۹۹.
- خون و خاکستر و اشعار دیگر (کاست). سروده‌های نادر نادرپور. با همکاری انتشارات رادیو امید. ۱۹۸۴.
- تاریخ ایران برای نوجوانان. تالیف: پرویز ناتل خانلری، ۱۳۶۲/۱۹۸۳
- تحول صنعت نفت ایران: نگاهی از درون. گفتگو با پرویز مینا، پیشگفتار: فرخ نجم آبادی. ویراستار: غلامرضا افخمی، ۱۳۷۷/۱۹۹۸.
- صنعت پتروشیمی ایران از آغاز تا آستانه انقلاب. گفتگو با باقر مستوفی، نخستین مدیر عامل شرکت ملی پتروشیمی، ویراستار: غلامرضا افخمی. ۱۳۷۹/۲۰۰۱.
- برنامه انرژی اتمی ایران: تلاش‌ها و تنش‌ها. گفتگو با اکبر اعتماد، نخستین رییس سازمان انرژی اتمی ایران. ویراستار: غلامرضا افخمی. ۱۳۷۶/۱۹۹۷.
- طنز و طنزینه هدایت. نوشته همایون کاتوزیان. ۱۳۹۴/۲۰۱۵.
- عمران خوزستان: عبدالرضا انصاری، حسن شهمیرزادی و احمدعلی احمدی. ۱۳۷۳/۱۹۹۴.
- امنیت در خاورمیانه: جهت‌گیری‌های نوین. ویراستار: آگوستوس ریچارد نورتون. ۱۳۸۰/۲۰۰۱.
- جامعه، دولت و جنبش زنان ایران. گفتگو با مهرانگیز دولتشاهی. ویراستار: غلامرضا افخمی. ۱۳۸۱/۲۰۰۲.
- جامعه، دولت و جنبش زنان ایران (مجموعه توسعه و عمران ایران) گفتگو با مهناز افخمی. ویراستار: غلامرضا افخمی. ۱۳۸۲/۲۰۰۳
- حقوق زن در ایران (۱۳۴۶-۱۳۵۷) بررسی‌های حقوقی و تطبیقی و متون قوانین. به کوشش مهناز افخمی. ۱۳۷۳/۱۹۹۴.
- شعرهایی برای کودکان. گردآوری و تنظیم: م. آزاد، نقاشی: بهمن دادخواه
- شادمانه، کودکانه. گردآورنده: لیلی ایمن. نقاشی: ناصر اویسی. ۱۳۶۲/۱۹۸۳
- برنامه‌ریزی عمرانی و تصمیم‌گیری‌های سیاسی. همراه با منوچهر گودرزی، خداداد فرمانفرماییان و عبدالمجید مجیدی. ویراستار: غلامرضا افخمی. ۱۳۷۸/۱۹۹.
- زال و سیمرغ (مجموعه ۱۶ قصه برای کودکان). به روایت م. آزاد. نقاشی: نورالدین زرین کلک. ۱۳۶۲/۱۹۸۳.
- سیاست و سیاستگذاری اقتصادی در ایران: ۱۳۴۰-۱۳۵۰. گفتگو با علینقی عالیخانی. ویراستار: غلامرضا افخمی. ۱۳۸۰/۲۰۲۱
- زندگی و زمانه شاه. نوشته غلامرضا افخمی. ۱۳۹۱/۲۰۱۲.
- یادداشت‌‌های احسان یارشاطر. به کوشش ماندانا زندیان. ۱۴۰۰/۲۰۲۱.

- به انگلیسی:
Pourdahi, Ibrahim. "Calender Conversion Tables: Hijri (SHamsi and Qamari) to Gregorian, Foundation for Iranian Studies, Bethesda, 1993
The Oral History Collection of the Foundation for Iranian Studies. Edited by Gholam Reza Afkhami and Seyyed Vali Reza Nasr. With a Foreword by Elizabeth B. Mason. FIS ,1991